# Insane in the Brain
Insane in the Brain (englisch etwa für „Verrückt im Kopf“) ist ein Lied der US-amerikanischen Rap-Gruppe Cypress Hill. Der Song ist die erste Singleauskopplung ihres zweiten Studioalbums Black Sunday und wurde am 22. Juni 1993 veröffentlicht.

## Inhalt
| Liedteil   | Künstler        |
| 1. Strophe | B-Real          |
| Refrain    | B-Real, Sen Dog |
| 2. Strophe | Sen Dog         |
| 3. Strophe | B-Real          |

Bei Insane in the Brain rappen B-Real und Sen Dog scherzhaft darüber, dass sie bald durchdrehen und sich niemand mit ihnen anlegen soll. Zudem glorifizieren sie ihren Marihuanakonsum und greifen die Polizei an, die versucht, dagegen vorzugehen.

“Insane in the membrane

Crazy insane, got no brain!

Insane in the membrane

Insane in the brain!”

Eigentlich richtet sich der Song auch gegen die Rapper Chubb Rock und Kid Frost, mit denen die Band damals Streit hatte. Der Titel “Insane in the Brain” selbst ist ein Begriff, der aus dem Gangmilieu stammt und von den Bloods und Crips verwendet wurde, wenn sie etwas Verrücktes taten.

## Produktion
Der Song wurde von dem Bandmitglied und Musikproduzenten DJ Muggs produziert, der zusammen mit den anderen beiden Gruppenmitgliedern B-Real und Sen Dog auch den Text schrieb. Das Lied enthält mehrere Samples anderer Musikstücke. Auch das Wiehern eines Pferds wurde eingebaut. Die Musik besitzt große Ähnlichkeit zum ebenfalls von DJ Muggs produzierten Song Jump Around von House of Pain.

## Musikvideo
Bei dem zu Insane in the Brain gedrehten Musikvideo führte der US-amerikanische Regisseur Josh Taft Regie. Auf YouTube verzeichnet das Video über 160 Millionen Aufrufe (Stand Januar 2022).
Es zeigt die Band, die das Lied bei einem Auftritt in der DNA-Lounge in San Francisco spielt. Dabei springen durchgehend Menschen, unter ihnen auch B-Real, von der Bühne zum Crowdsurfing ins Publikum. Einige Szenen zeigen, wie Cypress Hill den Song vor Stroboskop-beleuchtetem Hintergrund rappen, der den psychedelischen Effekt von bewusstseinserweiternden Substanzen, wie Marihuana, symbolisieren soll.

## Single

### Covergestaltung
Das Singlecover ist sepiafarben. Es zeigt einen Totenschädel und den Schriftzug Cypress Hill. Im unteren Teil des Bildes befinden sich Grabsteine sowie der Titel insane in the brain.

### Titelliste
1. Insane in the Brain (Radio Edit) – 3:32
2. Insane in the Brain (LP Version) – 3:33
3. Insane in the Brain (Extended) – 4:56
4. Insane in the Brain (Instrumental) – 3:32
5. When the Shit Goes Down – 3:09
6. When the Shit Goes Down (Extended) – 4:12
7. When the Ship Goes Down – 3:09
8. When the Ship Goes Down (Instrumental) – 3:09

### Chartplatzierungen
Insane in the Brain stieg am 27. September 1993 auf Platz 98 in die deutschen Charts ein und erreichte zwei Wochen später mit Rang 93 die höchste Position. Insgesamt konnte sich der Song drei Wochen lang in den Top 100 halten. Erfolgreicher war das Lied unter anderem in Australien (Platz 40), im Vereinigten Königreich (Rang 21) und in den Vereinigten Staaten (Position 19). Die beste Platzierung wurde mit Rang 12 in Neuseeland erreicht.
| ChartsChartplatzierungen       | Höchstplatzierung | Wochen |
| ------------------------------ | ----------------- | ------ |
| Deutschland (GfK)              | 93 (3 Wo.)        | 3      |
| Vereinigtes Königreich (OCC)   | 21 (9 Wo.)        | 9      |
| Vereinigte Staaten (Billboard) | 19 (20 Wo.)       | 20     |

| ChartsJahrescharts (1993)      | Platzierung |
| ------------------------------ | ----------- |
| Vereinigte Staaten (Billboard) | 65          |

### Verkaufszahlen und Auszeichnungen
Insane in the Brain wurde 2023 für mehr als drei Millionen Verkäufe in den Vereinigten Staaten mit Dreifach-Platin ausgezeichnet. Im Vereinigten Königreich erhielt die Single für über 600.000 verkaufte Einheiten im Jahr 2025 eine Platin-Schallplatte. Damit ist es der kommerziell erfolgreichste Song der Gruppe.

| Land/Region                  | Auszeichnungen für Musikverkäufe (Land/Region, Auszeichnung, Verkäufe) | Verkäufe  |
| ---------------------------- | ---------------------------------------------------------------------- | --------- |
| Vereinigte Staaten (RIAA)    | 3× Platin                                                              | 3.000.000 |
| Vereinigtes Königreich (BPI) | Platin                                                                 | 600.000   |
| Insgesamt                    | 4× Platin ·                                                            | 3.600.000 |

Bei den Grammy Awards 1994 wurde Insane in the Brain in der Kategorie Best Rap Performance by a Duo or Group nominiert, unterlag jedoch dem Lied Rebirth of Slick (Cool Like Dat) von den Digable Planets.

## Remix mit Jason Nevins
Im Mai 1999 veröffentlichte der US-amerikanische Musikproduzent und Remixer Jason Nevins zusammen mit Cypress Hill einen Remix des Songs. Diese Version war in den Charts teilweise erfolgreicher als das Original und erreichte in Deutschland Platz 27.
| ChartsChartplatzierungen     | Höchstplatzierung | Wochen |
| ---------------------------- | ----------------- | ------ |
| Deutschland (GfK)            | 27 (7 Wo.)        | 7      |
| Schweiz (IFPI)               | 28 (5 Wo.)        | 5      |
| Vereinigtes Königreich (OCC) | 19 (3 Wo.)        | 3      |

## Trivia
- Everlasts Coverversion von Johnny Cashs Folsom Prison Blues beginnt mit der Zeile „Who you’re trying to get crazy with Whitey? Don‘t you know I’m loco?“ Dies ist eine Anspielung auf das Intro von Insane in the Brain.